# Sankt Jørgens Allé
Sankt Jørgens Allé (tidligere uofficielt Petersens Passage) er en gade på Vesterbro i København, der forbinder Vesterbrogade og Gammel Kongevej. Gaden er cirka 130 meter lang. 
Gaden refererer til et hospital for spedalske, der var beliggende i området i middelalderen. Det var indviet til Sankt Jørgen, der var helgen for de spedalske. Den nærliggende Sankt Jørgens Sø er tillige opkaldt herefter.
Gaden blev anlagt omkring 1880'erne. Allerede fra omkring 1860 blev der opført en række ejendomme af entreprenør Andreas Hjorth Petersen, hvorfor den endnu unavngivne vej fik navnet Petersens Passage. Gaden navngives formelt Sankt Jørgens Allé i 1899.